# Wasserfledermaus

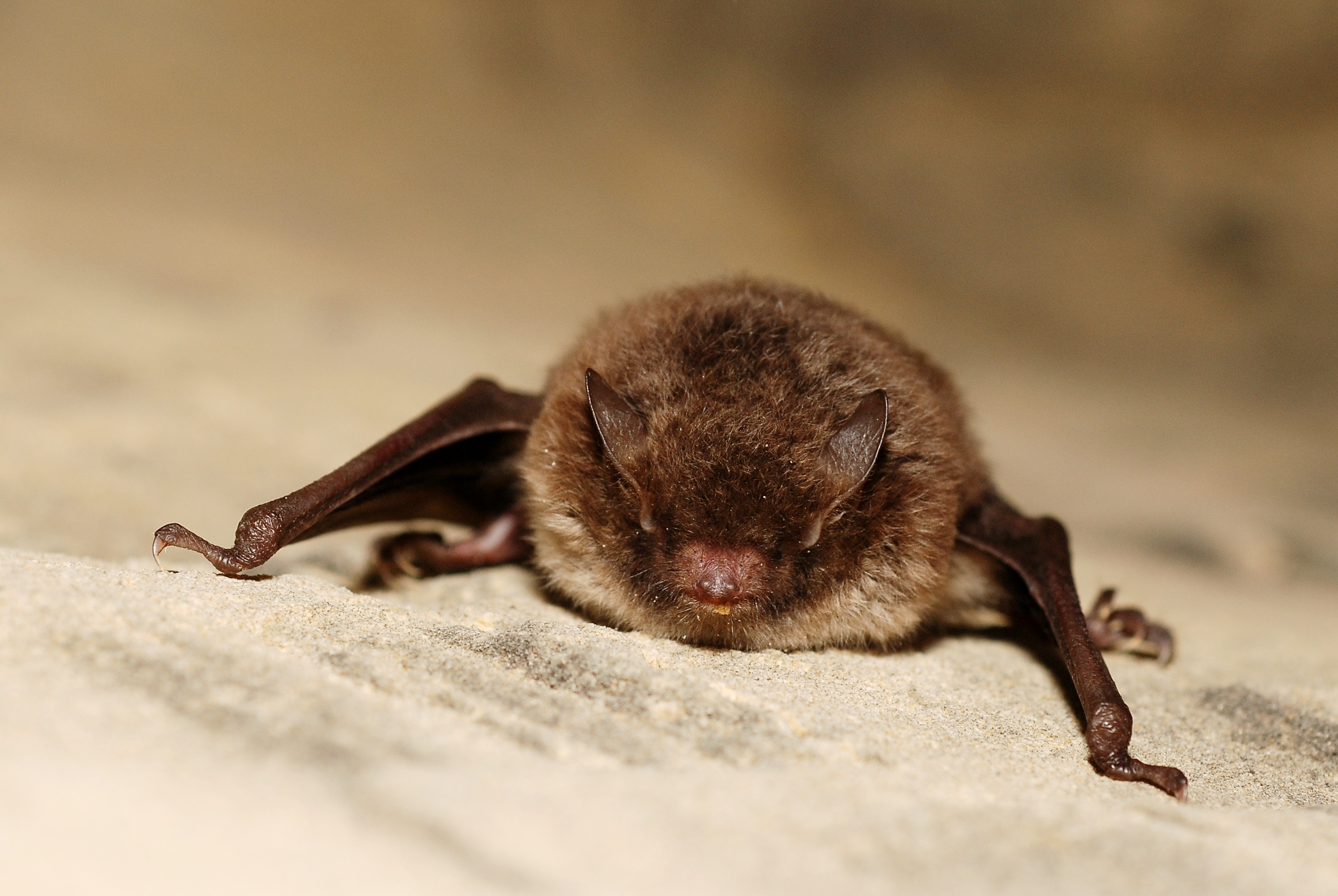
Wasserfledermaus (Myotis daubentonii)

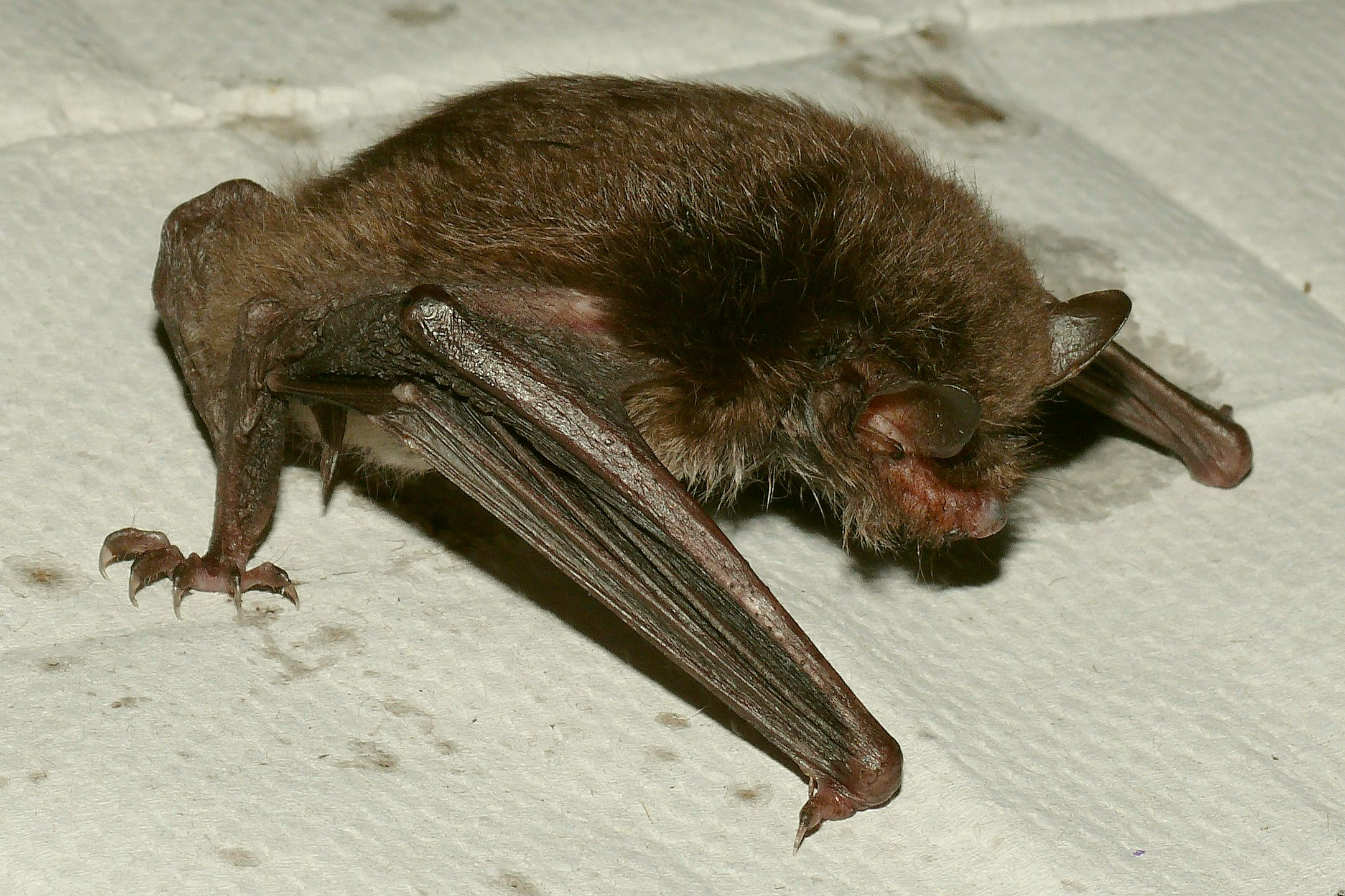
Männliche Wasserfledermaus in Pflege

Die Wasserfledermaus (Myotis daubentonii) gehört innerhalb der Fledermäuse zur Familie der Glattnasen und verdankt ihren deutschen Namen ihrem Jagdverhalten. Sie stellt ihren Beutetieren in geringem Abstand über Gewässeroberflächen nach. Ihr wissenschaftlicher Name ehrt den französischen Zoologen Louis Jean-Marie Daubenton (1716–1799).

## Merkmale
Typisch für Wasserfledermäuse sind ihre enorm großen Füße. Auffällig ist ebenfalls das wenig behaarte rotbraune Gesicht. Mit einer Spannweite von 24 cm bis 27,5 cm und einem Gewicht von etwa 7 g bis 15 g zählen sie zu den mittelgroßen heimischen Arten. Sie ähnelt optisch der Teichfledermaus, ist jedoch etwas kleiner.
Wie alle anderen Mausohren (Myotis) verfügt auch die Wasserfledermaus über einen Ohrdeckel (Tragus), der nicht ganz die halbe Ohrlänge erreicht. Sie werden ca. drei Jahre alt.
Die Muskeln, mit deren Hilfe eine Wasserfledermaus Laute für die Echoortung erzeugt, können bis zu 160 Mal pro Sekunde angespannt und entspannt werden, so dass bis zu 160 Rufe pro Sekunde erzeugt werden können.

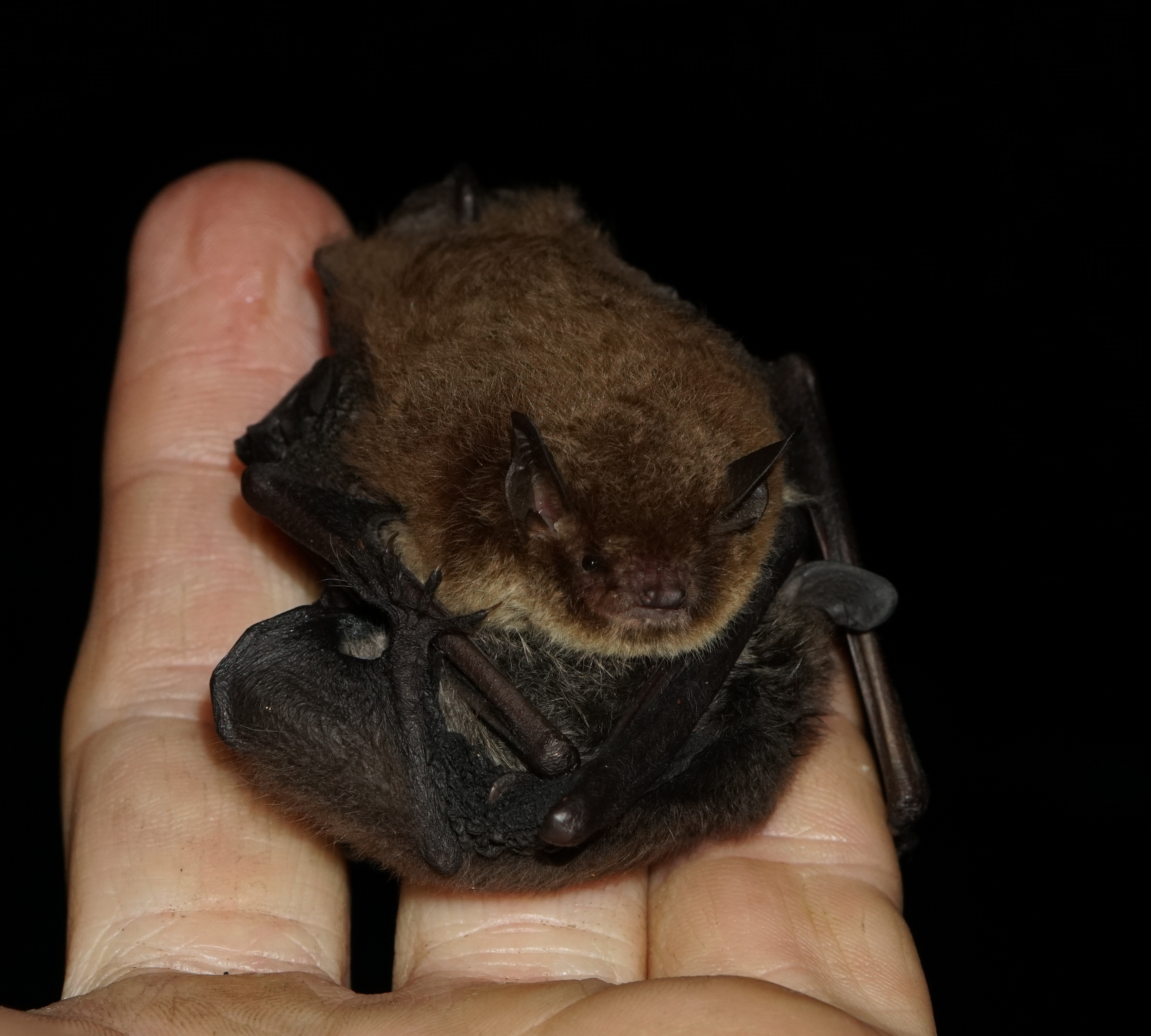
Wasserfledermaus mit flugfähigem Jungtier mit den typischen großen Füßen

## Ernährung und Jagdverhalten
Der Name verrät schon ihr bevorzugtes Jagdgebiet, denn sie sind meist über Gewässern unterwegs, um Fluginsekten zu erbeuten. Oft sind es mehrere Tiere gleichzeitig, die in geringer Höhe von ca. 15 cm über der Wasseroberfläche vorwiegend nach Zuckmücken, aber auch anderen Wasserinsekten jagen. Sehr geschickt werden auch in das Wasser gefallene und auf der Wasseroberfläche treibende Insekten mit der Schwanzflughaut herausgekeschert und dann mit dem Maul zum Verzehr aus dieser Flughauttasche aufgenommen. Mit ihren großen Füßen ist sie sogar in der Lage, kleine Fische zu fangen. Ungefähr ein Drittel ihres Körpergewichts von etwa 10 g muss eine Fledermaus in jeder Nacht zu sich nehmen.
Auf dem Weg zu den Jagdrevieren orientieren sich die Tiere bevorzugt an linearen Strukturen wie Baumreihen oder Hecken als Leitlinien. Hierbei fliegen die Tiere etwa 25 km/h schnell, bei der Jagd etwa mit 12 km/h.

## Ruheplätze
Wasserfledermäuse verstecken sich tagsüber meist in Baumhöhlen in Wäldern. Sie fliegen auf immer denselben «Fluglinien» von ihren Verstecken ins Jagdgebiet. Dabei folgen sie im Tiefflug altbekannten Geländestrukturen, Waldrändern und Hecken. Von einer Baumhöhle im Wald, selten in Gebäuden, bis ans nächste Flussufer können dies gut und gerne ein bis zwei Kilometer sein. Sie verlassen ihre Sommerquartiere zur Jagd in der späten Dämmerung.
Im Winter sammeln sich Wasserfledermäuse in großen Verbänden, um die insektenarme Jahreszeit in frostsicheren Höhlen und Felsspalten zu verschlafen. Hierbei sind 100 % Luftfeuchtigkeit und 3–6 Grad Celsius ideal.
Wenn die Temperatur dauerhaft unter 3 Grad fällt, wechseln sie in ein wärmeres Quartier.

## Fortpflanzung und Geburt
Die Paarung erfolgt im Winter. Die Männchen suchen die Weibchen und wecken sie mit Bissen ins Genick. Wenn die Weibchen wach sind, werden sie begattet. Da die Weibchen bei der Paarung noch in der Aufwachphase und deshalb geschwächt sind, ist ein Balzen um die Weibchen nicht vonnöten. Nach dem Paarungsakt suchen sich beide Tiere wieder einen Schlafplatz und setzen den Winterschlaf fort.
Die Weibchen werden nicht sofort befruchtet, sondern erst gegen Ende des Winters, wenn die Schwangerschaft nicht mehr zu viel Energie entzieht. Nach dem Ausflug finden sich die trächtigen Weibchen in Wochenstubengesellschaften (pro Stube 20–50 Stück) zusammen und bringen dann in der zweiten Junihälfte ihren Nachwuchs zur Welt.
Wahrscheinlich werden die Tiere noch im Geburtsjahr geschlechtsreif. Dies wird vermutet, da bereits bei drei bis vier Monate alten Männchen Spermatozoen bzw. stark angeschwollene Hoden und gefüllte Nebenhoden gefunden wurden.

## Verbreitung
Die Wasserfledermaus besiedelt große Teile der Paläarktis von Irland und Großbritannien bis Korea und Japan. Das Vorkommen ist im Wesentlichen auf die gemäßigte Klimazone beschränkt.

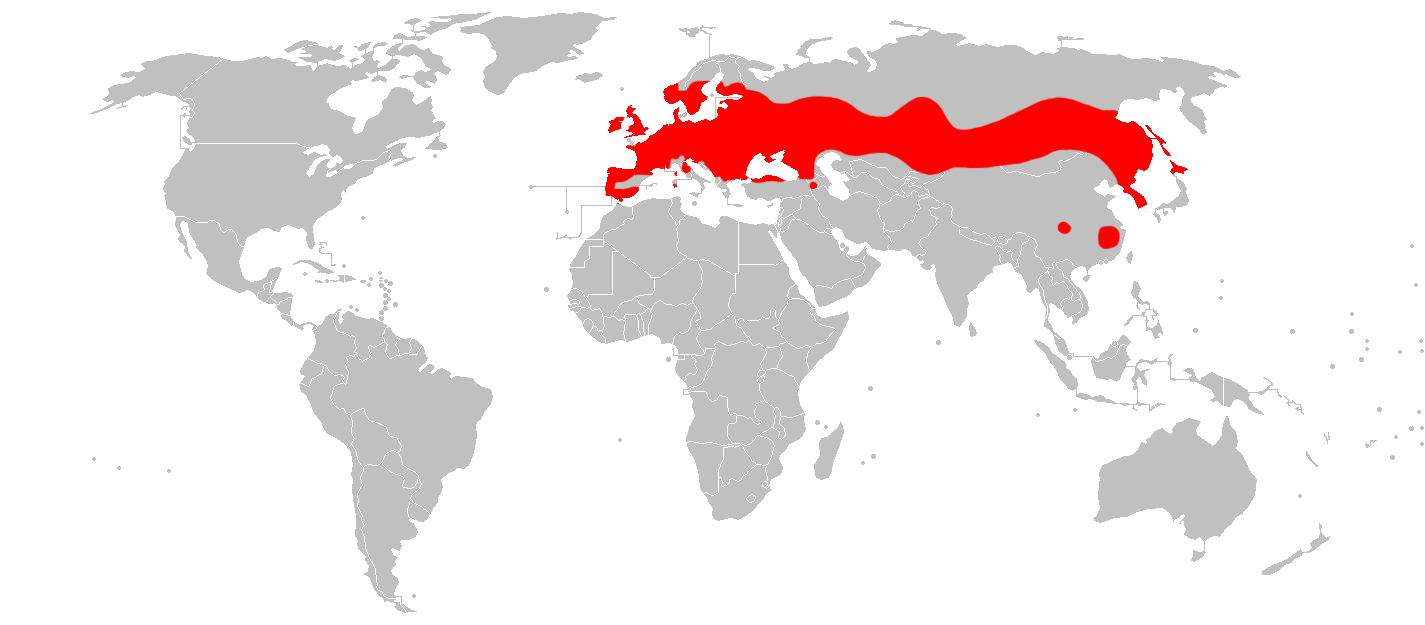
Myotis daubentonii, Verbreitung

## Bedrohung

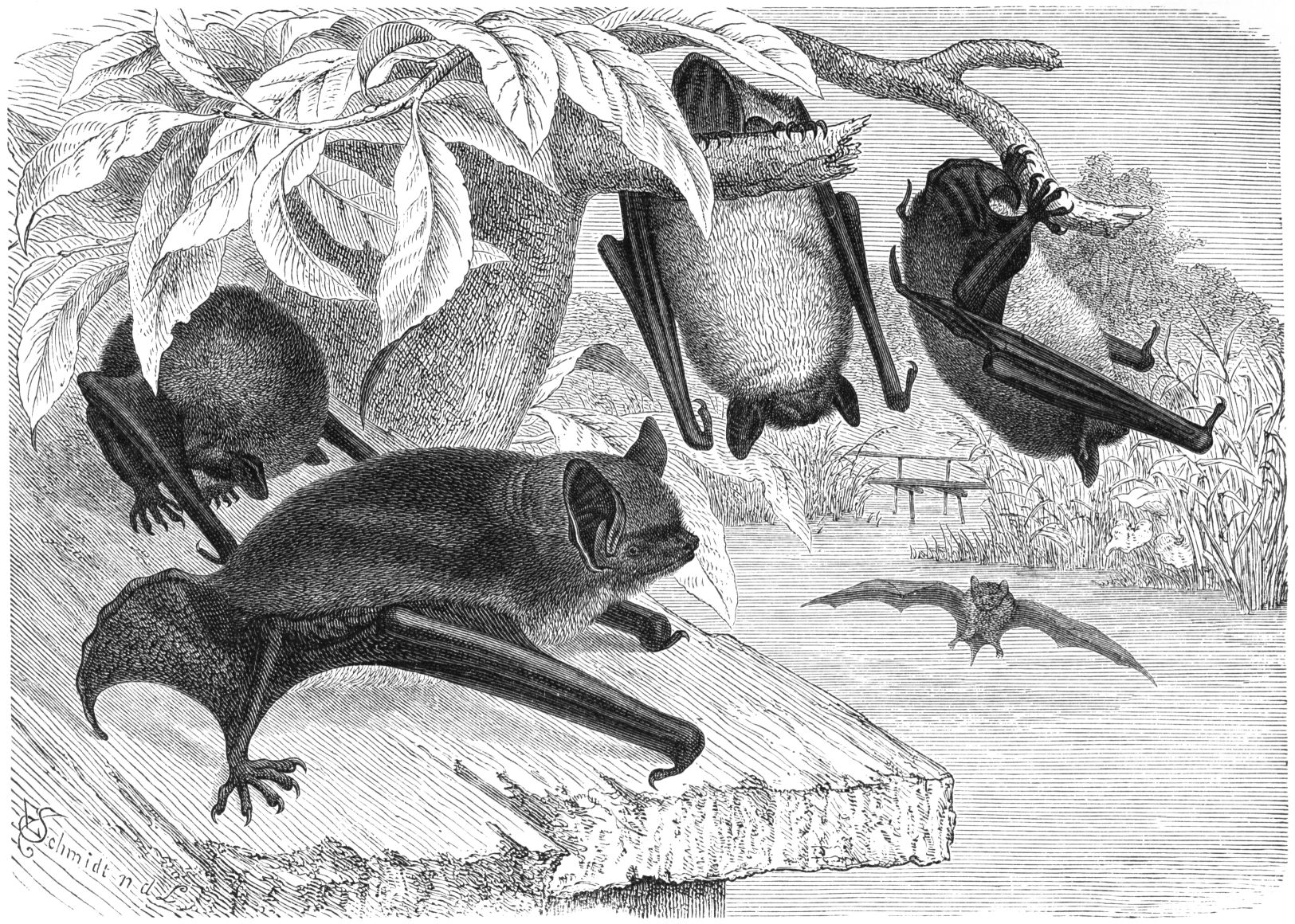
Wasserfledermaus in Brehms Tierleben, 1927

Im Gegensatz zu vielen anderen Fledermausarten wird die Wasserfledermaus nicht in der Roten Liste der gefährdeten Arten geführt, da sie relativ häufig vorkommt und ihr Bestand derzeit als gesichert gilt.